# José Pedro Varela (miasto)
José Pedro Varela – miasto w departamencie Lavalleja w Urugwaju. Leży na brzegu Arroyo Corrales, rzeki rozgraniczającej depertament Lavalleja z Treinta y Tres. Nazwa miasta pochodzi od urugwajskiego polityka, socjologa i reformatora funkcjonującego sprawnie do dziś systemu edukacji państwowej – José Pedro Varela. Miasto otrzymało prawa miejskie 19 listopada 1967 roku.

## Ludność
W 2004 roku w José Pedro Varela mieszkały 5332 osoby.
| Rok  | Populacja |
| ---- | --------- |
| 1963 | 2983      |
| 1975 | 3543      |
| 1985 | 4077      |
| 1996 | 4983      |
| 2004 | 5332      |

Źródło: Instituto Nacional de Estadística de Uruguay.